# Bibliographic Ontology
Bibliographic Ontology (en español, Ontología bibliográfica, BIBO) es una ontología para la web semántica utilizada para describir entidades bibliográficas como libros o revistas. Está escrita en RDF y se puede utilizar como una ontología de citación, como una ontología para la clasificación de documentos, o simplemente como una manera de describir cualquier tipo de documento en RDF.
El web Chronicling America de la Biblioteca del Congreso de Estados Unidos utiliza BIBO como modelo para describir los números y páginas de periódicos en vistas de datos enlazados.